# Persone di nome Ruben
| Questa pagina contiene informazioni ricavate automaticamente dalle voci biografiche con l'ausilio del template Bio e di un bot. L'aggiornamento è periodico e automatico e ricostruisce completamente la pagina. Se manca una persona in questa lista, sei pregato di non aggiungerla, ma accertati piuttosto che la sua voce biografica contenga il template Bio e che i dati anagrafici siano correttamente compilati. Se il template Bio manca, inseriscilo tu stesso o, in alternativa, metti l'avviso {{tmp\|Bio}} che ne segnala la mancanza. Se i dati riportati sono sbagliati, correggi direttamente la voce biografica; le modifiche saranno visibili in questa lista entro pochi giorni. Per chiarimenti vedi il progetto antroponimi. La lista contiene solo le 63 persone che sono citate nell'enciclopedia e per le quali è stato implementato correttamente il template Bio. Pagina aggiornata al 6 ago 2025. |

Questa è una lista di persone presenti nell'enciclopedia che hanno il nome Ruben, suddivise per attività principale.

## Allenatori di calcio(3)
- Ruben Garlini, allenatore di calcio e ex calciatore italiano (Bergamo, n. 1971)
- Rubinho, allenatore di calcio e ex calciatore brasiliano (Guarulhos, n. 1982)
- Ruben Zadkovich, allenatore di calcio e ex calciatore australiano (Sydney, n. 1986)

## Allenatori di tennis(1)
- Ruben Bemelmans, allenatore di tennis e ex tennista belga (Genk, n. 1988)

## Attori(3)
- Ruben Garfias, attore statunitense (Tennessee, n. 1960)
- Ruben Rigillo, attore italiano (Roma, n. 1971)
- Ruben Santiago-Hudson, attore, regista teatrale e drammaturgo statunitense (Lackawanna, n. 1956)

## Calciatori(17)
- Ruben Aguilar, calciatore francese (Grenoble, n. 1993)
- Ruben Buriani, ex calciatore e dirigente sportivo italiano (Portomaggiore, n. 1955)
- Emanuel Carlos, calciatore uruguaiano (Joaquín Suárez, n. 1999)
- Ruben Holsæter, ex calciatore norvegese (Førde, n. 1991)
- Ruben Imingen, ex calciatore norvegese (Fauske, n. 1986)
- Ruben Kluivert, calciatore olandese (Amsterdam, n. 2001)
- Ruben Kristiansen, calciatore e ex giocatore di calcio a 5 norvegese (Bodø, n. 1988)
- Ruben Ligeon, calciatore olandese (Amsterdam, n. 1992)
- Ruben Loftus-Cheek, calciatore inglese (Londra, n. 1996)
- Ruben Morales, ex calciatore uruguaiano (Montevideo, n. 1952)
- Ruben Providence, calciatore francese (Lagny-sur-Marne, n. 2001)
- Ruben Roosken, calciatore olandese (Emmen, n. 2000)
- Ruben Schaken, ex calciatore olandese (Amsterdam, n. 1982)
- Ruben Van Wyk, ex calciatore namibiano (n. 1976)
- Ruben Vargas, calciatore svizzero (Adligenswil, n. 1998)
- Ruben Yttergård Jenssen, calciatore norvegese (Tromsø, n. 1988)
- Ruben van Bommel, calciatore olandese (Meerssen, n. 2004)

## Canottieri(2)
- Ruben Claeys, canottiere belga (n. 1997)
- Ruben Knab, canottiere olandese (Ede, n. 1988)

## Cestisti(6)
- Ruben Boumtje-Boumtje, ex cestista camerunese (Édéa, n. 1978)
- Ruben Boykin, ex cestista e allenatore di pallacanestro statunitense (Inglewood, n. 1985)
- RJ Nembhard, cestista statunitense (Keller, n. 1999)
- Ruben Nembhard, ex cestista statunitense (Bronx, n. 1972)
- Ruben Patterson, ex cestista statunitense (Cleveland, n. 1975)
- Ruben Zugno, cestista italiano (Caltanissetta, n. 1996)

## Ciclisti su strada(3)
- Ruben Apers, ciclista su strada belga (Vrasene, n. 1998)
- Rubén Gorospe, ex ciclista su strada e dirigente sportivo spagnolo (Mañaria, n. 1964)
- Ruben Guerreiro, ciclista su strada portoghese (Montijo, n. 1994)

## Direttori della fotografia(1)
- Ruben Impens, direttore della fotografia belga (n. 1971)

## Funzionari(1)
- Ruben Pavlovič Katanjan, funzionario sovietico (Tbilisi, n. 1881 - Mosca, † 1966)

## Giocatori di football americano(3)
- Ruben Brown, ex giocatore di football americano statunitense (Englewood, n. 1972)
- Ruben Rodriguez, ex giocatore di football americano statunitense (Visalia, n. 1965)
- Ruben Seeber, giocatore di football americano austriaco (n. 1999)

## Hockeisti su ghiaccio(1)
- Ruben Rampazzo, ex hockeista su ghiaccio italiano (Bolzano, n. 1993)

## Imprenditori(1)
- Ruben Vardanjan, imprenditore russo (Erevan, n. 1968)

## Ingegneri(1)
- Ruben Fienga, ingegnere e dirigente pubblico italiano (Meta di Sorrento, n. 1905 - † 1984)

## Judoka(1)
- Ruben Houkes, judoka olandese (Schagen, n. 1979)

## Maratoneti(1)
- Ruben Sança, maratoneta e mezzofondista capoverdiano (Santa Maria, n. 1986)

## Mezzofondisti(1)
- Ruben Querinjean, mezzofondista e siepista lussemburghese (n. 2001)

## Multiplisti(1)
- Ruben Gado, multiplista francese (Saint-Denis, n. 1993)

## Pallavolisti(1)
- Ruben Schott, pallavolista tedesco (Berlino, n. 1994)

## Pastori protestanti(1)
- Ruben Saillens, pastore protestante e scrittore francese (Saint-Jean-du-Gard, n. 1855 - Condé-sur-Noireau, † 1942)

## Poeti(1)
- Ruben Sevak, poeta, scrittore e medico armeno (Silivri, n. 1885 - Çankırı, † 1915)

## Politici(1)
- Ruben Zackhras, politico marshallese (Ailinglaplap, n. 1947 - Hawaii, † 2019)

## Principi(2)
- Ruben II d'Armenia, principe (n. 1165 - † 1170)
- Ruben III d'Armenia, principe (n. 1145 - † 1187)

## Rapper(1)
- Timal, rapper francese (Saint-Denis, n. 1997)

## Registi(2)
- Ruben Fleischer, regista, produttore televisivo e produttore cinematografico statunitense (Washington, n. 1974)
- Ruben Östlund, regista svedese (Styrsö, n. 1974)

## Rugbisti a 15(2)
- Ruben Kruger, rugbista a 15 sudafricano (Vrede, n. 1970 - Pretoria, † 2010)
- Ruben Riccioli, ex rugbista a 15 italiano (Roma, n. 1992)

## Scienziati(1)
- Ruben Sommaruga, scienziato uruguaiano (Montevideo, n. 1962)

## Sollevatori(1)
- Ruben Aleksanyan, sollevatore armeno (Erevan, n. 1990)

## Triatleti(1)
- Ruben Zepuntke, triatleta, ex ciclista su strada e pistard tedesco (Düsseldorf, n. 1993)

## Vescovi cattolici(1)
- Ruben González Medina, vescovo cattolico portoricano (San Juan, n. 1949)

## Senza attività specificata(1)
- Ruben I d'Armenia (n. 1025 - Kormogolo, † 1095)